# Św. Hieronim piszący
Św. Hieronim piszący – obraz włoskiego malarza barokowego Caravaggia. Dzieło powstało w ostatnich latach pobytu artysty w Rzymie, obecnie znajduje się w zbiorach Galerii Borghese. Inna wersja obrazu eksponowana jest w  konkatedrze świętego Jana w Valletcie na Malcie. Znajduje się w sali obok oratorium, w którym eksponowane jest Ścięcia św. Jana Chrzciciela.

## Opis obrazu
Płótno przedstawia Hieronima ze Strydonu, świętego, doktora Kościoła i apologetę chrześcijaństwa zajętego tłumaczeniem Pisma Świętego. Artysta umieścił siedzącą postać Hieronima po prawej stronie obrazu. Święty pochylony jest nad wielką księgą, jego wyciągnięta, prawa ręka dzierży pióro i błądzi w kierunku niewidocznego kałamarza. Nagie, starcze ciało owinięte jest purpurową tkaniną a twarz wyraża skupienie. Postać oddana jest realistycznie i zmysłowo, jedynie nikła aureola nad łysą głową informuje widza, że ma do czynienia ze świętym. Lewą stronę i centrum obrazu zajmuje prosty stół, na którym spoczywają w nieładzie trzy wielkie księgi z trupią czaszką na jednej z nich. Wyciągnięta ręka Hieronima zmierza ku czaszce, która stanowi jego atrybut.
Kompozycja została namalowana na ciemnym tle, całość oświetlona jest ostrym światłem, którego niewidoczne źródło znajduje się po lewej stronie. Spod ksiąg, ze stołu opada białe płótno, silnie odbijające światło – jest to celowy zabieg malarza mający na celu nadanie obrazowi głębi. Również narożniki bezładnie ułożonych ksiąg zdają się wystawać z powierzchni płótna. Światło eksponuje postać świętego, jego głowę i zamykającą kompozycję czaszkę, która lśni podobnie jak głowa Hieronima.

## Interpretacje

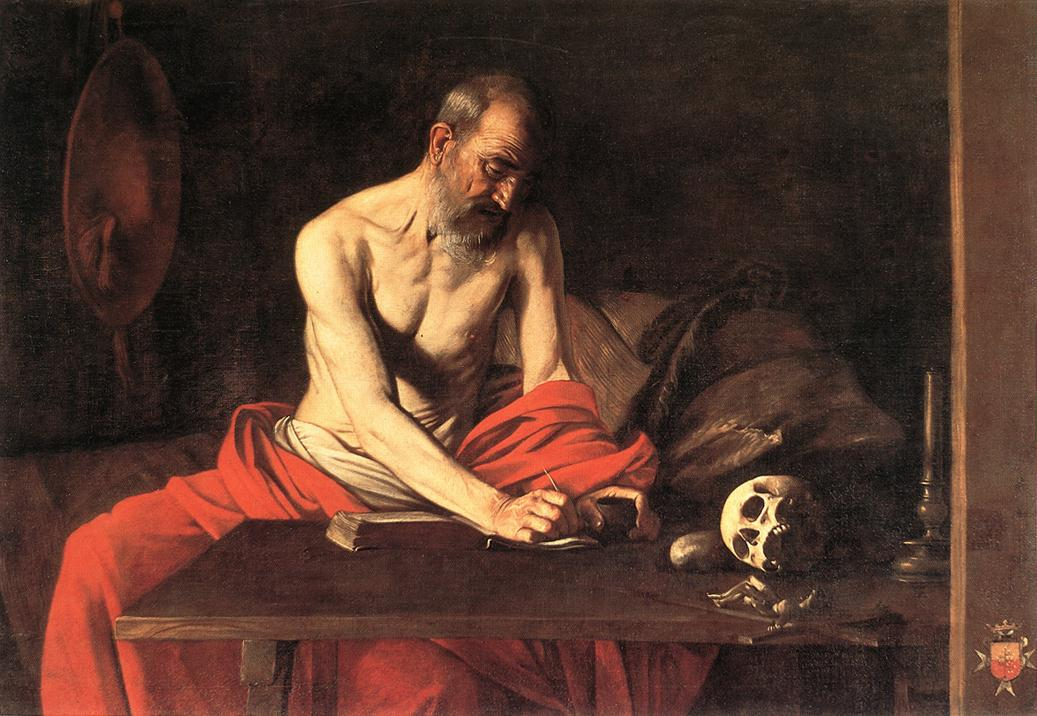
Św. Hieronim piszący, z konkatedry świętego Jana w Valletcie na Malcie

Caravaggio kilkakrotnie malował Hieronima, który w jego czasach – podczas polemik z protestantyzmem – pełnił szczególną rolę dla katolików. Autor Wulgaty był symbolem umiłowania prawdy, rzetelności tłumaczenia i prawowierności. Malarz zaakcentował to, nadając szacie świętego kardynalski kolor purpury i umieszczając aureolę nad jego głową.
Prosta kompozycja obrazu niesie swym układem przesłanie wanitywne, ręka świętego łączy świat żywych ze światem zmarłych. Symbolizuje nieodłączny związek życia ze śmiercią i stanowi malarskie memento mori.